# ایوانا کریوکاپیچ
ایوانا کریوکاپیچ (انگلیسی: Ivana Krivokapić؛ زادهٔ ۱۵ ژوئن ۱۹۹۵) بازیکن فوتبال اهل مونته‌نگرو است.
وی همچنین در تیم‌های ملی فوتبال Montenegro women's national under-19 football team و زنان مونته‌نگرو بازی کرده‌است.